# Jenifer (album)
Pour les articles homonymes, voir Jenifer (homonymie).
Albums de Jenifer
Le Passage
(2004)
Singles
1. J'attends l'amour
Sortie : 16 avril 2002
2. Au Soleil 
Sortie : 8 juillet 2002
3. Des mots qui résonnent !
Sortie : 2 décembre 2002
4. Donne-moi le temps
Sortie : 15 avril 2003

Jenifer est le premier album de la chanteuse française Jenifer. Cet album a été enregistré à la suite de sa victoire lors de la première édition de l'émission de télé-réalité Star Academy. On retrouve d'ailleurs un titre en duo avec le finaliste de cette même saison, Mario Barravecchia. Il est enregistré en 3 semaines seulement. Avec cet album, sa victoire à Star Academy et sa tournée qui se joue à guichets fermés, Jenifer est la 5e chanteuse qui a gagné le plus d'argent durant l'année 2002.
Quatre singles seront extraits de cet album. Tout d'abord sort J'attends l'amour qui précède la sortie de l'album, ensuite Au soleil qui sera le tube de l'été de TF1. En troisième single c'est le titre Des mots qui résonnent ! (un inédit rajouté sur une nouvelle version de l'album) qui est retenu et enfin Donne-moi le temps, écrit par Lionel Florence, conclut l'exploitation de ce premier opus. L'album se vend à un million d'exemplaires.

## Liste des titres
| No  | Titre                                          | Auteur                                               | Producteur(s)                             | Durée |
| --- | ---------------------------------------------- | ---------------------------------------------------- | ----------------------------------------- | ----- |
| 1.  | J'attends l'amour (Titre original : True Love) | Johanna Demker                                       | Nicolas Neidhardt, Benjamin Raffaëlli     | 3:39  |
| 2.  | Au soleil                                      | Hocine Hallaf                                        | Nicolas Neidhardt, Benjamin Raffaëlli     | 3:38  |
| 3.  | Donne-moi le temps                             | Pierre Lorain, So                                    | Pierre Jaconelli                          | 4:12  |
| 4.  | Secrets défenses                               | Jeanne Ermilova, Christophe Deschamps                | Christophe Deschamps, Vincent Perrot      | 3:49  |
| 5.  | Nos points communs                             | Marc Lavoine, Georges Lunghini                       | Jean-François Berger, François Delabrière | 3:56  |
| 6.  | Je garde (duo avec Mario Barravecchia)         | Éric Dimicoli                                        | Laurent Marimbert                         | 3:51  |
| 7.  | Je ne pourrai plus aimer                       | Pierre Lorain, François Rause, Antoine Verlant       | François Rause, Antoine Verlant           | 3:37  |
| 8.  | Maintenant                                     | Frédéric Doll, Nicolas Neidhardt, Benjamin Raffaëlli | Nicolas Neidhardt, Benjamin Raffaëlli     | 3:24  |
| 9.  | Là où tu rêves                                 | Marie-Jo Zarb, Benjamin Raffaëlli                    | Benjamin Raffaëlli                        | 4:02  |
| 10. | Viens me voir                                  | Ingrid Roux, Yorgos Benardos                         | Nicolas Neidhardt, Benjamin Raffaëlli     | 3:25  |
| 11. | Que reste-t-il ?                               | Essaï Altounian, Daniel Moyne                        | Laurent Marimbert                         | 4:34  |

| 1.  | Des mots qui résonnent ! (Titre original : Just Another Pop Song) | Ian-Paolo Lira, Linus Nordén, Patrick Johansson      | 3:24 |
| 2.  | Au soleil                                                         | Hocine Hallaf                                        | 3:38 |
| 3.  | J'attends l'amour (Titre original : True Love)                    | Johanna Demker                                       | 3:39 |
| 4.  | Je garde (duo avec Mario Barravecchia)                            | Éric Dimicoli                                        | 3:51 |
| 5.  | Nos points communs                                                | Marc Lavoine, Georges Lunghini                       | 3:56 |
| 6.  | Entre humains (Titre original : What If)                          | Lisa Miskovsky                                       | 3:58 |
| 7.  | Je ne pourrai plus aimer                                          | Pierre Lorain, François Rause, Antoine Verlant       | 3:37 |
| 8.  | Donne-moi le temps                                                | Pierre Lorain, So                                    | 4:12 |
| 9.  | Là où tu rêves                                                    | Marie-Jo Zarb, Benjamin Raffaëlli                    | 4:02 |
| 10. | Secrets défenses                                                  | Jeanne Ermilova, Christophe Deschamps                | 3:49 |
| 11. | Viens me voir                                                     | Ingrid Roux, Yorgos Benardos                         | 3:25 |
| 12. | Maintenant                                                        | Frédéric Doll, Nicolas Neidhardt, Benjamin Raffaëlli | 3:24 |
| 13. | Que reste-t-il ?                                                  | Essaï Altounian, Daniel Moyne                        | 4:34 |

### Version  espagnole[5]
1. Des mots qui résonnent !
2. Au soleil
3. J'attends l'amour
4. Je garde (avec Mario Barravecchia)
5. Nos points communs
6. Entre humains
7. Je ne pourrai plus aimer
8. Donne-moi le temps
9. Là où tu rêves
10. Secrets défenses
11. Viens me voir
12. Maintenant
13. Que reste-t-il ?
14. Junto al sol[6]
15. Just Another Pop Song

## Crédits
| - Angepier - claviers, piano, programmation - Denis Benarrosh - percussion - Jean-François Berger - arrangement et direction des cordes, claviers, programmation - Bertrand Cervera - violon solo - Roland Chosson - cor - François Delabrière - guitare additionnelle - Christophe Deschamps - batterie, percussion - Guillaume Eyango - chœurs - Dominique Grimaldi - basse - Happydesign - design - Pierre Jaconelli - guitare - Cyril Lacrouts - violoncelle solo - Bertrand Lamblot - producteur exécutif - Murielle Lefebvre - chœurs | - Laurent Marimbert - arrangement et direction des cordes, claviers, programmation - Olivier Marly - guitare - Nicolas Neidhardt - claviers, programmation - Cyril Normand - cor - Vincent Perrot - claviers, programmation - Benjamin Raffaëlli - claviers, guitare, programmation - François Rause - guitare - Stanislas Renoult - arrangement et direction des cordes - Philippe Russo - guitare - Michel Sedan - photographie - Marine Trévillot - chœurs - Matthew Vaughan - programmation - Laurent Vernerey - basse - Christophe Voisin - claviers, programmation |

- Enregistré par Jean-Paul Gonnod au Studio Plus XXX, Paris
  - Assistants - Xavier Bleu, Pierrick Devin, Nino et Gérard Noël-Pierre
- Cordes enregistrées par René Ameline au Studio Ferber, Paris
  - Assistants - Jeff Ginouvès et Benjamin Joubert
- Cordes enregistrées par Stéphane Prin et Pete Schwier au Studio Davout, Paris
  - Assistant - Eymerick Castin
- Enregistrements additionnels par Stéphane Briand, Nicolas Neidhardt et Pete Schwier aux studios Aktion Entertainment, Davout, Guillaume Tell, M49 et Méga
- Régie cordes - Christophe Briquet, Dominique Rouits et Marylène Vinciguerra
- ProTools editing - Jean-Paul Gonnod et Mikaël Rangeard
- Mixé par François Delabrière au Studio Plus XXX (Paris)
  - Assistants - Xavier Bleu et Nino
- "Que reste-t-il ?" mixé par Steve Forward
  - Assistant - Pierrick Devin
- Masterisé par Tony Cousins à Metropolis Mastering, Londres

## Classements et certifications
| Pays              | Meilleure position | Certification | Chiffre de ventes |
| ----------------- | ------------------ | ------------- | ----------------- |
| France            | 2                  | 2 × Platine   | 800 000           |
| Belgique Wallonie | 1                  | Or            | 55 000            |
| Suisse            | 9                  |               | 15 000            |